# Stema Iordaniei

Stema Iordaniei

La 25 august 1934, Consiliul Executiv (Consiliul de Miniștri la acel moment) a emis Directiva nr. 558 privind decretarea stemei din Regatul Hașemit al Iordaniei (în arabă شعار المملكة الأردنية الهاشمية) ca stemă oficială a țării. Același document a conturat și aspectul designului. Stema fusese proiectată în 1921 la cererea Majestății Sale Emirul Abdullah I. La 21 februarie 1982, Consiliul de Miniștri a emis Notificarea oficială nr. 6, care oferă specificații scrise și explicații despre emblema oficială a țării.
Coroana regală hașemită reprezintă monarhia Regatului Hașemit al Iordaniei și este compusă din cinci arcuri cu mărgele, care se desprind de sub vârful său și sunt atașate la bază cu un design în relief care amintește de rubine și smaralde. În partea de sus a bazei coroanei sunt reprezentate cinci flori de lotus, care semnifică puritate. Coroana regală hașemită este împodobită în vârf cu vârful unei sulițe care reprezintă steagul hașemit. Coroana se sprijină pe pavilionul care reprezintă tronul regal hașemit. Pavilionul roșu din catifea, căptușit cu mătase albă, semnifică sacrificiu și puritate. Pavilionul prezintă niște franjuri de fire aurii, strânse de o parte și de alta cu ciucuri aurii pentru a dezvălui o căptușeală de mătase albă.
Cele două steaguri reprezintă drapelul Marii Revolte arabe. Lungimea fiecăruia este de două ori mai mare decât lățimea și fiecare este împărțit orizontal în trei părți egale: negru deasupra, verde la mijloc și banda alb dedesubt. Deasupra este desenat un triunghi purpuriu, cu baza egală cu lățimea drapelului și înălțimea egală cu jumătate din lungimea drapelului. Vulturul simbolizează puterea, forța și măreția. Culorile sale semnifică drapelul și turbanul profetului islamic, Mahomed. Vulturul stă pe un glob, aripile atingând steagurile la ambele capete. Capul vulturului este orientat spre dreapta. Globul albastru semnifică apariția civilizației islamice.
În stemă apar obiecte arabe de armament. Un scut din bronz este decorat cu o crizantemă, motiv comun în arta și arhitectura arabă. Scutul este așezat în fața globului, simbolizând apărarea a ceea ce este drept. Din fiecare parte a scutului și a globului ies săbii și sulițe de aur, arcuri și săgeți. La bază, scutul este înconjurat de trei spice de grâu în dreapta și o ramură de palmier în stânga. Acestea sunt legate de panglica Medaliei Ordinului Suprem Al Nahda.
Medalia Ordinului Suprem Al Nahda este suspendată din punctul de mijloc a panglicii. De-a lungul panglicii Medaliei Ordinului Suprem Al Nahda este plasată o panglică galbenă alcătuită din trei părți inscripționate cu anumite fraze, după cum urmează: „Abdullah I ibn Al Hussein Bin Aoun (Aoun, strănepotul lui Sharif Al Hussein Bin Ali )” în dreapta, „Regele Regatului Hașemit al Iordaniei” la mijloc și „Cel care caută sprijin și îndrumare de la Dumnezeu” în stânga.